# Werner Liebau
Werner Liebau (* 17. Juli 1897 in Kruschwitz; † 25. Januar 1970 in Rostock) war ein deutscher Wirtschaftswissenschaftler und Hochschullehrer.

## Jugend und Ausbildung
Werner Liebau wurde als Sohn von Else Liebau, geborene Steinmann, und des Apothekers Emil Liebau geboren. Er besuchte das humanistische Gymnasium in Danzig und machte dort 1915 sein Abitur.
Nach dem Abitur wurde Liebau 1915 eingezogen und nahm bis 1918 am Ersten Weltkrieg teil, zunächst bei den 2. Leib-Husaren, dann beim Jäger-Regiment zu Pferde Nr. 2. Er beendete seinen Militärdienst als Leutnant der Reserve.
Von 1918 bis 1921 studierte Liebau Volkswirtschaftslehre und Rechtswissenschaft an der Albertus-Universität Königsberg und Betriebswirtschaftslehre an der Handelshochschule Königsberg. 1922 promovierte er an der Universität Königsberg zum Dr. rer. pol. mit einer Arbeit zum Thema Theorie der wirtschaftlichen Demokratie.

## Beruf
Von 1921 bis 1927 arbeitete Liebau als wissenschaftlicher Hilfsarbeiter bei der Stadtverwaltung Königsberg, hauptsächlich beim Amt für Wirtschaft und Statistik und beim Arbeitsamt. 1927 wurde er zum Direktor des Amtes für Wirtschaft und Verkehr der Stadt Hagen gewählt. Er baute dieses Amt auf.
Außerdem bearbeitete er Sonderaufträge aus den verschiedenen Gebieten der Verwaltung und war Dezernent für die Eingemeindungsangelegenheiten in den Jahren 1927–1929. 1930 wurde Liebau die Amtsbezeichnung Magistratsrat verliehen.
1933 verlor Liebau seinen Posten. Da er Mitglied der SPD war, wurde er bei der Machtergreifung der Nationalsozialisten aufgrund des Gesetzes zur Wiederherstellung des Berufsbeamtentums aus dem Dienst der Stadt Hagen entlassen.
Liebau ging nach Berlin und arbeitete dort von 1934 bis 1935 in einem Reisebüro am Potsdamer Platz als kaufmännischer Angestellter. 1935 fand er für 10 Monate eine Anstellung in der Verlagsbuchhandlung Felix Meiner in Leipzig als wirtschaftswissenschaftlicher Lektor. Von Oktober 1935 bis Januar 1937 war Liebau Mitglied der Gemeinnützigen Wohnstättenbau G.m.b.H., wo er Bauprojekte für die endgültige Durchführung reif machte und Verhandlungen in Grundstücks- und Hypotheken-Angelegenheiten durchführte. Da Liebau kein Nationalsozialist war und nicht bereit war, in die NSDAP einzutreten, konnte er in der gemeinnützigen Firma nicht vorankommen und wechselte deshalb in die private „Haus und Garten“ Wohnungsbau-Gesellschaft mbH Günther Paulus in Berlin-Dahlem. Hier wurde er zunächst Abteilungsleiter, dann ab 1941 Prokurist.
Nach Ende des Zweiten Weltkrieges wurde Liebau 1945 Stadtkämmerer der Stadt Güstrow. Von 1947 bis 1951 war Liebau Professor und Institutsdirektor an der Universität Rostock. 1951 erhielt er einen Ruf auf den Lehrstuhl für Finanzwirtschaft an die Universität Halle, den er bis zu seiner Emeritierung im Jahr 1960 innehatte. Hier war er von 1951 bis 1954 Dekan der Wirtschaftswissenschaftlichen Fakultät und von 1952 bis 1956 Direktor des Instituts für Finanzökonomie.

## Anerkennung
Zu seiner Emeritierung erhielt Liebau 1960 die Verdienstmedaille der DDR.

## Parteimitgliedschaften und gesellschaftliches Engagement
1920 trat Liebau in die SPD ein. Sowohl in Königsberg als auch in Hagen bekleidete er verschiedene Funktionen in der Partei und trat in Wahlversammlungen als Redner auf. Er war Mitglied der SPD bis zu deren Verbot am 22. Juni 1933 als „volks- und staatsfeindliche Organisation“. Auch nach dem Verbot hielt Liebau weiter Verbindung zu einigen Genossen. Nach dem Ende des Zweiten Weltkrieges war er 1945 an der Neugründung der Ortsgruppe der SPD in Güstrow beteiligt und wurde dort in den Ortsvorstand gewählt. Nach der Zwangsvereinigung von SPD und KPD zur SED im Jahr 1946 wurde Liebau automatisch SED-Mitglied. Er wurde in den Kreisvorstand der SED gewählt, dem er bis 1947 angehörte.
Liebau saß im Aufsichtsrat der Konsumgenossenschaft Güstrow. Er war Mitglied des Landesverbandes der Konsumgenossenschaften Mecklenburg.
Als 1945 der Kulturbund der DDR gegründet wurde, wurde Liebau Vorstandsmitglied der Wirkungsgruppe Güstrow.
Im Sommer 1947 reiste Liebau nach Ahrenshoop, wo er die Bildhauerin Doris Rücker (1909–1986) traf. Er organisierte den Kauf von vier Plastiken der Künstlerin für das Stadtmuseum Güstrow.

## Veröffentlichungen (Auswahl)
- mit Alfred Finke, Erwin Stein: Die Stadt Hagen (Westfalen). Berlin 1928.
- Drei Kapitel in: Theoretisch-historische Einleitung der Vorlesungen: Staatshaushalt der Deutschen Demokratischen Republik und Geldzirkulation und Kredit der Deutschen Demokratischen Republik. Berlin 1955.